# Alessandro Proni
Alessandro Proni (Rome, 28 december 1982) is een Italiaans wielrenner.

## Belangrijkste overwinningen
2004
- Ronde van Toscane (U23)

2007
- 3e etappe Ronde van Zwitserland

2009
- 1e etappe deel b Internationale Wielerweek

## Resultaten in voornaamste wedstrijden
| Jaar | Ronde van Italië | Ronde van Frankrijk | Ronde van Spanje |
| ---- | ---------------- | ------------------- | ---------------- |
| 2013 | 88e              |                     |                  |

| Jaar | Milaan-San Remo |
| ---- | --------------- |
| 2013 | 95e             |